# Tamisage

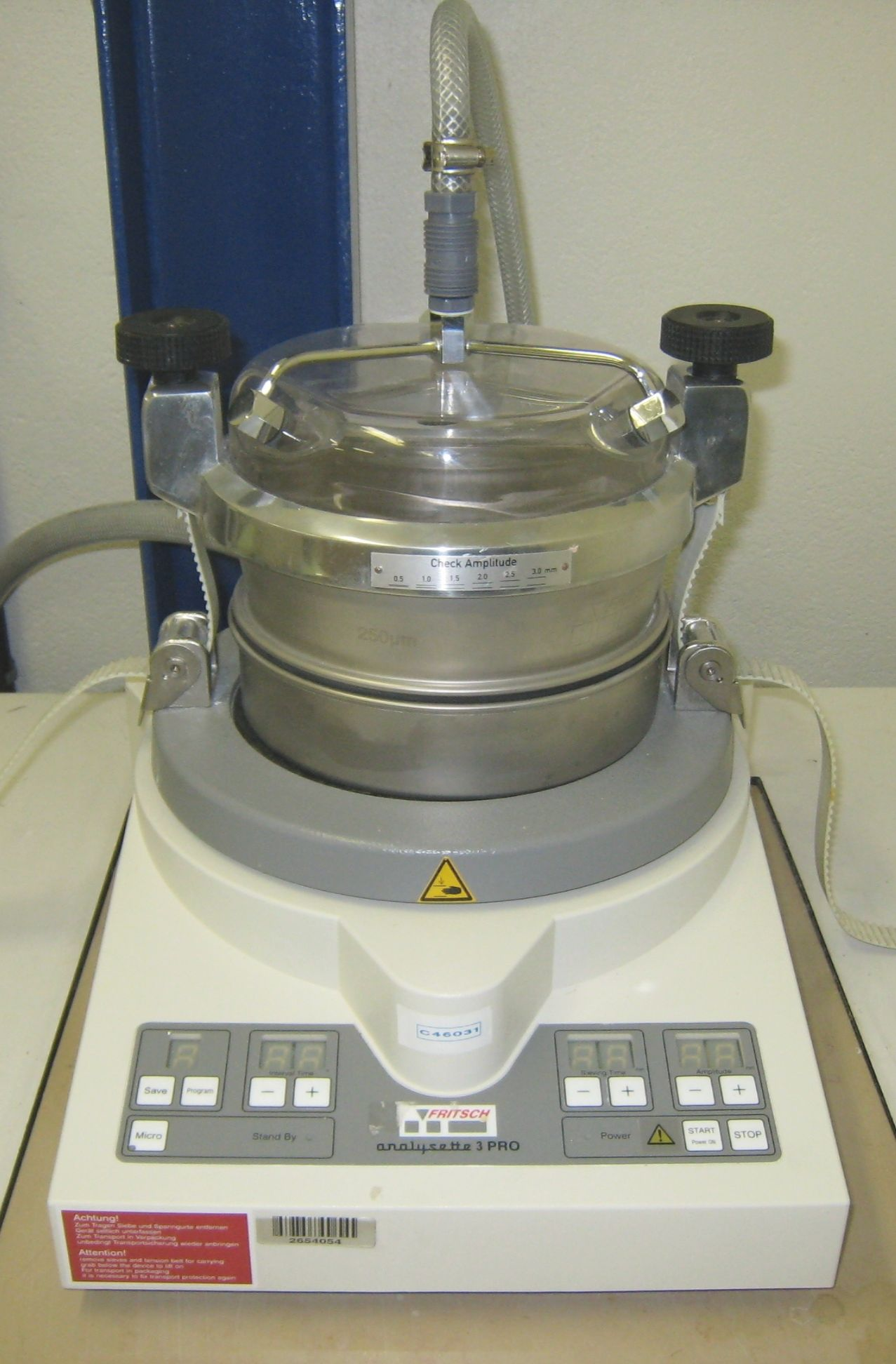
Une tamiseuse à vibrations de laboratoire.

Le tamisage est le passage d'un produit solide ou d'une suspension au tamis pour réaliser la séparation et éventuellement l'analyse granulométrique de certains éléments.

## Description
L'écartement des mailles du tamis (exprimé souvent en mesh) est généralement compris entre quelques millimètres et quelques micromètres.
En cuisine, une farine peut être tamisée pour en éliminer les grumeaux et la rendre plus aérienne.
Comme les enfants le font souvent aussi à la plage, on peut utiliser un tamis pour ne garder que les gros objets contenus dans le sable.